# Lesná (Nová Ves v Horách)
Lesná (německy Ladung) je osada, která je součástí obce Nová Ves v Horách v okrese Most v Ústeckém kraji. Nachází se na stejnojmenném návrší v nadmořské výšce 914 metrů, čímž je nejvýše položeným sídlem v okrese Most. Leží zhruba pět kilometrů jihozápadně od Nové Vsi v Horách. Osada má pouze tři domy s adresou, z nichž jeden je hotel a nemá žádné trvalé obyvatele.

## Název
Původní název vesnice Langendorf byl odvozen z příjmení zakladatele Mikuláše Langa z Langenhardtu. V historických pramenech se jméno vsi objevuje ve tvarech: Langederff (1621) a Ladung nebo Landendorf (1787, 1846).

## Historie
První písemná zmínka o Lesné pochází z roku 1564, kdy je zmiňována v souvislosti se založením Nové Vsi v Horách. Lesná patřila k lobkovickému panství Nové Sedlo – Jezeří. V roce 1850 se Lesná (do roku 1945 se nazývala česky Ládunk) stala osadou Nové Vsi v Horách v okrese Most.
Již v první polovině 20. století se Lesná stala vyhledávaným turistickým centrem. Po druhé světové válce bylo odsunuto německé obyvatelstvo, osada se postupně vylidnila a většina domů byla zbořena.

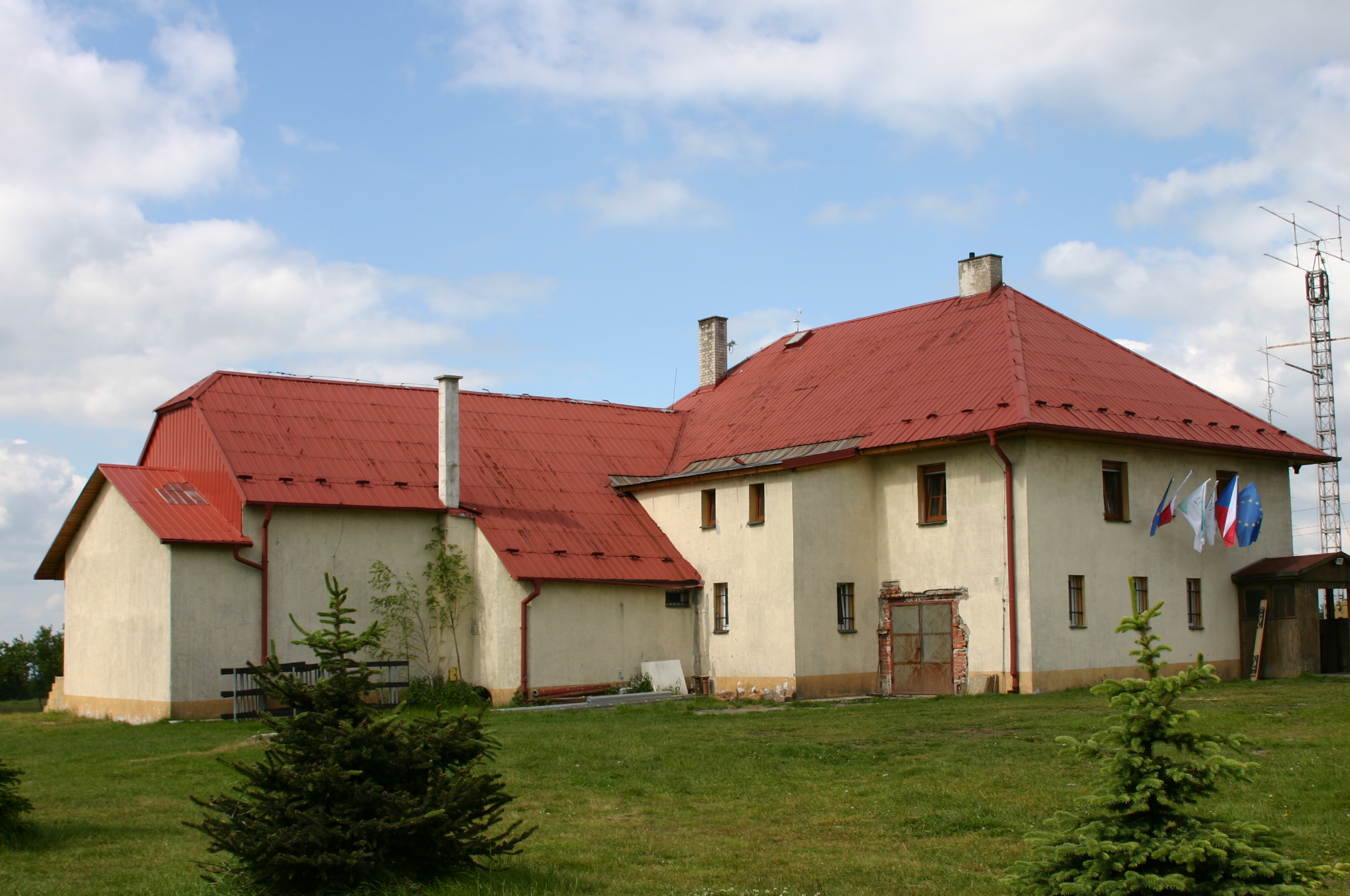
Vzdělávací a rekreační centrum

Nejvýznamnější zdejší stavbou je Horský hotel Lesná (čp. 22). Dům existoval již v 19. století a byl v majetku německé rodiny až do konfiskace v roce 1945. Poté sloužil jako rekreační středisko Severočeských elektráren Komořany a následně Chemických závodů Litvínov. V osmdesátých letech 20. století koupilo budovu  jednotné zemědělské družstvo Řevničov, které plánovalo objekt využívat jako školící středisko. Od roku 2000 je objekt v soukromých rukou a byl přebudován na horský hotel. Zbylé objekty v osadě slouží převážně k individuální rekreaci.
V jednom z dochovaných domů (čp. 25) sídlí obecně prospěšná společnost Vzdělávací a rekreační centrum Lesná,  vzdělávací středisko České zemědělské univerzity a Environmentální vzdělávání pro život“ pro žáky základních a středních škol Ústeckého kraje.
Osada je křižovatkou několika turistických cest a prochází jí i cyklostezka.

## Obyvatelstvo
Při sčítání lidu v roce 1921 zde žilo 77 obyvatel (z toho čtyřicet mužů) německé národnosti, kteří kromě dvou evangelíků patřili k římskokatolické církvi. Podle sčítání lidu z roku 1930 měla vesnice 74 obyvatel: jednoho Čechoslováka a 73 Němců. Všichni se hlásili k římskokatolické církvi.
|           | 1869 | 1880 | 1890 | 1900 | 1910 | 1921 | 1930 | 1950 | 1961 | 1970 | 1980 | 1991 | 2001 | 2011 |
| --------- | ---- | ---- | ---- | ---- | ---- | ---- | ---- | ---- | ---- | ---- | ---- | ---- | ---- | ---- |
| Obyvatelé | 138  | 134  | 115  | 103  | 89   | 77   | 74   | 30   | 0    | 2    | 0    | 0    | 0    | 1    |
| Domy      | 29   | 30   | 25   | 22   | 22   | 19   | 20   | 19   | 0    | 2    | 0    | 0    | 3    | 1    |

## Pamětihodnosti v okolí
- Pomníček vojákům Rudé armády z roku 1946
- Lesenská pláň (821 metrů) nabízí vyhlídku do okolí
- Malé peklo je údolí Kundratického potoka 1 km jihovýchodně od Lesné
- Rašeliniště o rozloze 13,5 ha leží severně od osady po pravé straně silnice směrem do Rudolic, pramení zde Telčský potok